# Tyranny and Mutation
Albums de Blue Öyster Cult
Blue Öyster Cult
(1972) Secret Treaties
(1974)
Singles
1. Hot Rails to Hell
Sortie : 13 juillet 1973[1]

Tyranny & Mutation est le deuxième album du groupe de hard rock américain Blue Öyster Cult. Il est sorti le 11 février 1973 sur le label Columbia Records. Une version complétée de quatre titres bonus est parue en 2001.

## Historique
Il est considéré comme l'un des meilleurs albums de la formation. Cet album a été écrit sur la route, durant la tournée qui avait suivi la parution de leur premier album éponyme. Les enregistrements furent effectués dans les studios Columbia à New York et la production est de Murray Krugman et Sandy Pearlman.
La première face du disque (les quatre premiers morceaux) s'intitule The Red. Les chansons de ce premier ensemble sont nerveuses, aux riffs agressifs et rapides — The Red And The Black (qui est une nouvelle version du titre de l'album précédent I'm on the lamb but I Ain't No Sheep),
Hot Rails To Hell —, présentant parfois des réminiscences blues comme O.D.'d on Life Itself ou des ambiances baroques (7 Screaming Diz-Busters). Le guitariste soliste Buck Dharma fait preuve de ses talents d'improvisateurs sur chacun des morceaux.
La seconde face s'intitule The Black. Ici, le hard rock échevelé du groupe se transforme, se mêle de folk, parfois même de soul (Baby Ice Dog). On retrouve parfois des ambiances funky (Teen Archer), ou acoustiques (Wings Wetted Down).
On peut donc parler en partie d'album-concept, mais en gardant cependant ses distances. En effet, il paraît très difficile de définir un quelconque thème commun au disque. The Red And The Black parle d'une étrange fuite au Canada. De nombreux autres textes traitent de l'enfer ou de l'apocalypse (Wings Wetted Down, Hot Rails To Hell). Comme souvent chez Blue Öyster Cult, les textes sont froids et énigmatiques, pénétrés d'une imagerie étrange. À noter que le morceau Baby Ice Dog a été coécrit par une jeune poétesse presque inconnue à l'époque, Patti Smith, qui sera huit ans durant la compagne du claviériste-guitariste Allen Lanier. Elle collaborera régulièrement avec le groupe sur les albums suivants.
Sur le morceau Mistress Of The Salmon Salt, à l'écoute des mots "Quicklime Girl", illusion auditive oblige, beaucoup de francophones peuvent croire que les chœurs chantent « Deux Par Deux ».
L'album entra dans les charts américains du Billboard 200 le 17 mars 1973, il y resta classé pendant 13 semaines et atteignit la 122e place le 12 mai 1973. L'unique single  Hot Rails to Hell / 7 Screaming Diz-Busters n'entra pas dans les charts.

## Liste des titres
Face 1 - The Red
| No | Titre                   | Auteur                                            | chant       | Durée |
| -- | ----------------------- | ------------------------------------------------- | ----------- | ----- |
| 1. | The Red & the Black     | Albert Bouchard, Eric Bloom, Sandy Pearlman       | Bloom       | 4:20  |
| 2. | O.D.'d on Life Itself   | Bloom, A. Bouchard, Joe Bouchard, Pearlman        | Bloom       | 4:50  |
| 3. | Hot Rails to Hell       | J. Bouchard                                       | J. Bouchard | 5:12  |
| 4. | 7 Screaming Diz-Busters | A. Bouchard, J. Bouchard, Donald Roeser, Pearlman | Bloom       | 7:00  |

Face 2 -  The Black
| No | Titre                                   | Auteur                         | chant       | Durée |
| -- | --------------------------------------- | ------------------------------ | ----------- | ----- |
| 5. | Baby Ice Dog                            | A.Bouchard, Bloom, Patti Smith | Bloom       | 3:28  |
| 6. | Wings Wetted Down                       | A.Bouchard, J.Bouchard         | J. Bouchard | 4:12  |
| 7. | Teen Archer                             | Roeser, Bloom, Richard Meltzer | Roeser      | 3:57  |
| 8. | Mistress of the Salmon (Quicklime Girl) | A.Bouchard, Pearlman           | Bloom       | 5:07  |

Titres bonus réédition 2001
| No  | Titre                                                                        | Auteur                                     | Durée |
| --- | ---------------------------------------------------------------------------- | ------------------------------------------ | ----- |
| 9.  | Cities on Flames with Rock and Roll (enregistrement public, Rochester, 1972) | A.Bouchard, Roeser, Pearlman               | 4:44  |
| 10. | Buck's Boogie (version studio, sessions 1972)                                | A.Bouchard, Roeser                         | 5:22  |
| 11. | 7 Screaming Diz-Busters (enregistrement public, Seattle, 5 juillet 1974)     | A. Bouchard, J. Bouchard, Roeser, Pearlman | 14:01 |
| 12. | O.D.'d on Life Itself (enregistrement public, Portland, 5 juillet 1974)      | Bloom, A. Bouchard, Joe Bouchard, Pearlman | 4:52  |

## Musiciens
- Donald "Buck Dharma" Roeser : guitare rythmique et solo, chant sur la piste 7
- Eric Bloom : guitare rythmique, synthétiseurs, chant sur les pistes  1, 2, 4, 5, 6 et 8
- Joe Bouchard : basse, claviers, chant sur les pistes 3 et 6
- Albert Bouchard : batterie, chœurs
- Allen Lanier : claviers, guitare rythmique

## Classement
| Pays                       | Durée du classement | Meilleur classement | Date        |
| -------------------------- | ------------------- | ------------------- | ----------- |
| États-Unis (Billboard 200) | 13 semaines         | 122e                | 12 mai 1973 |